# ピーター・スワンソン
ピーター・スワンソン（Peter Swanson、1968年5月26日 - ）は、アメリカの小説家。

## ミステリ・ランキング

### 週刊文春ミステリーベスト10
- 2018年 - 『そしてミランダを殺す』2位
- 2019年 - 『ケイトが恐れるすべて』3位
- 2023年 - 『アリスが語らないことは』7位

### このミステリーがすごい!
- 2019年 - 『そしてミランダを殺す』2位

### ミステリが読みたい!
- 2019年 - 『そしてミランダを殺す』2位
- 2020年 - 『ケイトが恐れるすべて』7位
- 2022年 - 『アリスが語らないことは』12位

## 作品リスト
- The Girl with a Clock for a Heart (2014) 
  - 時計仕掛けの恋人（訳：棚橋志行、ハーパーBOOKS、2022年8月）
- The Kind Worth Killing (2015) 
  - そしてミランダを殺す（訳：務台夏子、創元推理文庫、2018年2月）
- Her Every Fear (2017) 
  - ケイトが恐れるすべて（訳：務台夏子、創元推理文庫、2019年7月）
- All the Beautiful Lies (2018) 
  - アリスが語らないことは（訳：務台夏子、創元推理文庫、2022年1月）
- Before She Knew Him (2019) 
  - だからダスティンは死んだ（訳：務台夏子、創元推理文庫、2023年1月）
- Eight Perfect Murders (2020) 
  - 8つの完璧な殺人（訳：務台夏子、創元推理文庫、2023年8月）
- Every Vow You Break: A Novel (2021)
- Nine Lives: A Novel (2022)
- The Kind Worth Saving (2023) - 『そしてミランダを殺す』の続編